# 孝昭帝
孝昭帝（こうしょうてい）は、北朝北斉の第3代皇帝。姓諱は高 演（こう えん）

## 生涯
東魏の実力者高歓の六男に生まれる。母は正妻の婁昭君。北魏孝武帝の皇后高氏・高澄・東魏孝静帝の皇后高氏（太原長公主）・高洋（文宣帝）・高湛（武成帝）・高済（博陵王）の同母兄弟にあたる。
元象元年（538年）に常山郡公に封ぜられた。天保元年（550年）、兄の高洋が孝静帝から禅譲を受けて皇帝に即位し（文宣帝）、北斉を建てると常山王に封ぜられ、并省尚書令・司空・録尚書事・大司馬と出世を重ねた。遊宴に溺れ残虐な行いを好んだ文宣帝に対し、朝廷に参駕してはその暴虐を諌めていたという。文宣帝は死後に高演に簒奪されることを予感しており、死の間際に「お前が息子の高殷から帝位を簒奪することは仕方がない。だがその命までは奪わないでやってくれ」と言い残していた。
天保10年（559年）10月、文宣帝が崩御すると高殷が即位し、楊愔・燕子献・宋欽道らが補佐したが、自らは朝廷で勢力を振るいさらに太傅・太師へと転じた。高殷は高演を排除しようとするが、逆に高湛と共謀して詔と偽って楊愔や燕子献ら高殷の側近を殺害し、大丞相となって権力を握った。8月、太皇太后であった婁昭君の令を借りて高殷を廃位、追って済南王に降封し、自ら晋陽の宣徳殿で皇帝に即位した。
孝昭帝の治世は人材を広く求め、前代までの弛緩した朝政の建て直しに尽力した。民衆に対しては税賦の軽減を図り、軍事面では庫莫奚への親征を行うなどの功績を残した。その一方で皇建2年（561年）9月、占い師から高殷が居住する鄴に天子の気が見られるとの卜占を受けると、後顧の憂いを除くべく廃帝となった高殷に勅使を通じて毒薬を飲むよう命じ、これを拒否した高殷は勅使の手によって扼殺されたが、間もなく孝昭帝はこのことを深く後悔したという。
その1カ月後の10月、狩りの最中に飛び出してきた兎に驚いた馬に振り落とされたことで重傷を負い、この時母の婁昭君が見舞いに訪れた。しかしその際に孫の高殷が孝昭帝によって殺害されたことを知ると、婁昭君は「殷はどこにいるのですか？」と尋ね、答えられない孝昭帝に対し高殷を殺害したことを非難した後に立ち去ったという。
同年11月、死期を悟った孝昭帝は、自身が甥の高殷を害した時と同じく、皇太子である息子の高百年が弟の高湛により害されることを恐れ、あらかじめ百年を廃して帝位を湛に譲り、百年のことだけは殺さないように遺命を残して死去した。しかしその後、湛も後顧の憂いを除くべく、わずか9歳の百年を手にかけるに至っている。これを日本の歴史学者の宮崎市定は、「自分は人の子を殺しておいて、自分の子だけ人に殺すなと頼んでも、それは無理な注文というものだ」と評している。

## 宗室

### 后妃
- 元皇后
- 桑嬪
- 楊嬪
- 毛夫人

### 男子
- 楽陵王 高百年 - 次男で嫡長子とされるが、疑義が呈されている。
- 襄城王 高亮 - 庶長子。
- 汝南王 高彦理 - 三男。
- 始平王 高彦徳 - 四男。572年に始平王に封じられて以降の消息は記録に無い。
- 城陽王 高彦基 - 五男。572年に城陽王に封じられて以降の消息は記録に無い。
- 定陽王 高彦康 - 六男。572年に定陽王に封じられて以降の消息は記録に無い。
- 汝陽王 高彦忠 - 七男。572年に汝陽王に封じられて以降の消息は記録に無い。

### 女子
- 高善徳（建昌長公主、560年 - 606年。享年47）[9] - 結婚したが、子女は確認できない。

## 子孫
上記のように7男1女がいるが、孫は高白沢（高亮の子）・高氏（高彦理の娘）の2人のみである。
高白沢は子を残さないまま殺された高百年の跡を継ぎ、楽陵王の爵位を継承した。北斉滅亡後、高白沢は蜀に流刑に処され、そこで死去した。子女は確認できない。
高彦理の娘は北周の第4代皇帝宇文贇（宣帝）の側室の一人となっているが、子女はいない。なお、娘が宣帝の後宮に入ったことにより、高彦理は北斉滅亡後の粛清を免れ、隋の開皇年間に死去している。
高彦徳・高彦基・高彦康・高彦忠の4人に妻子および子孫の記録はない。

## 伝記史料
- 『北斉書』巻六 補帝紀第六
- 『北史』巻七 斉本紀中第七